# Day-for-Night
Day-for-Night („Tag als Nacht“), oft einfach „Amerikanische Nacht“, bezeichnet ein Verfahren der Filmkunst, bei dem aus bei Tag oder bei Dämmerung aufgenommenen Filmszenen dem Betrachter der Eindruck einer Nachtaufnahme vermittelt wird. Dies kann sowohl bereits gleich am Filmset durch eine bestimmte Lichtführung – meistens punktuelle, spotartige Beleuchtung oder Spitzlichter, immer mit sehr großen Lichteinheiten (am helllichten Tag) – und zusätzlichen technischen Manipulationen an der Kamera wie Unterbelichtung um 1½ bis 2 Blendenwerte, Verwenden von Linsenfiltern als auch ergänzend in der Nachbearbeitung durch Color-Matching geschehen. In beiden Verfahren wird die Allgemeinhelligkeit abgesenkt, der Kontrast bzw. das Gamma angehoben, wobei sich die punktuelle Beleuchtung der Szene aufgrund des jetzt viel steileren Kontrastumfangs durch das „Absaufen“ der dunklen Bildanteile zu scheinbarem Schwarz so prägnant auswirkt, dass die optische Illusion einer Nacht entsteht; unterstützend werden zusätzlich oft noch die Blautöne überbetont („Moonlight-Effekt“).

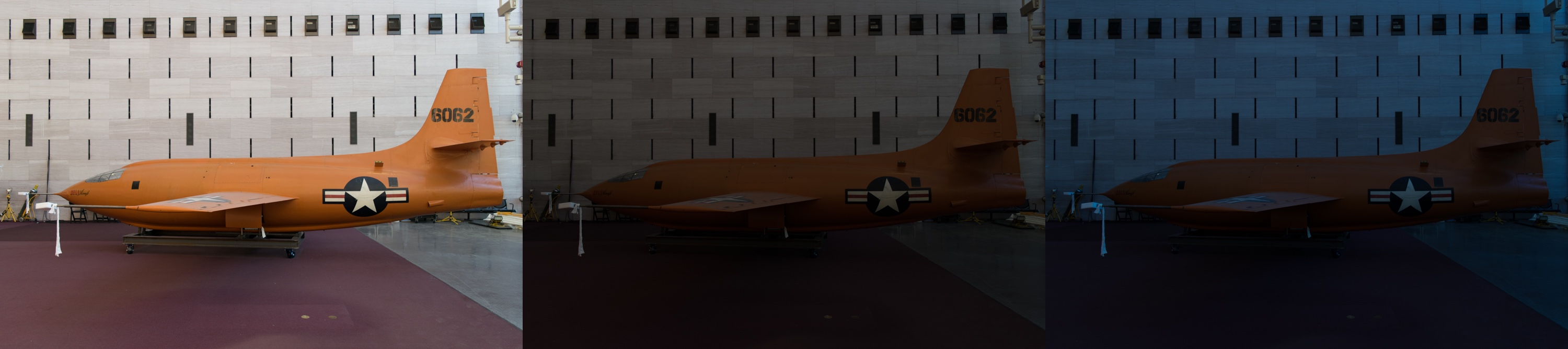
Bearbeitetes Photo einer Bell X-1 zur Illustration der day-for-night-Technik.

Die Filmszenen wirken meistens künstlich, besonders durch noch vorhandene harte Schatten oder sonstige Merkmale einer Tagesaufnahme wie z. B. sichtbare Wolken. Dieses Verfahren wurde häufig bei US-amerikanischen Fernsehserienproduktionen verwendet; man spricht daher auch von „Amerikanischer Nacht“.
Bei einem einfachen DV-Camcorder kann dieses Prinzip allerdings auch sinnvoll sein, da Nachtaufnahmen mit nicht-professionellen digitalen Kameras nicht ohne weiteres möglich sind und somit eine „Day-for-Night“-Aufnahme oft realer wirkt als eine verrauschte Aufnahme im Halbdunkeln.
Weil sie viel realistischer aussehen, werden mittlerweile Nachtaufnahmen immer mehr auch tatsächlich nachts gedreht; dies wird „Night-for-Night“ genannt. In sehr seltenen Fällen (Nachdrehs, Zeitnot) müssen nachts Aufnahmen gemacht werden, die im Film wie Tag aussehen sollen. Diese sind oft nur Close-Ups und werden dann logischerweise als „Night-for-Day“ bezeichnet.